# ホルマリン
ホルマリン (formalin) は、ホルムアルデヒドの水溶液のこと。無色透明で、刺激臭があり、強力な架橋反応を起こすため生物にとって有害である。生物の組織標本作製のための固定・防腐処理に広く用いられる。また、ホルマリンによって死滅する菌類、細菌類が多いことから、希釈した溶液を消毒用にも用いる。
この項では主に製品としてのホルマリンについての事柄を扱う。人体への作用や化学物質としての事柄はホルムアルデヒドの項を参照。
日本薬局方で定められた局方ホルマリンとして市販されているのは、35〜38%ホルムアルデヒド水溶液で、安定化剤（にごり防止）として10%以下程度のメタノールが加えられている。一般にはこれを5〜10倍程度に希釈して用いる。例えば、これを10倍希釈したものを、10%ホルマリンと呼ぶが、この溶液中のホルムアルデヒドの含有量は3.5〜3.8%に相当する。
原液、比較的濃度の高い希釈液からは、ホルムアルデヒドを含有した蒸気が発生するため、人体に有害であり、毒劇法で医薬用外劇物に指定されている。取扱いには、強制排気装置を備えた作業空間が必要である。また、溶液の廃棄時にも無毒化処理が必要である。作業者の健康や環境への配慮から、より無害な代替品へ置き換える試みがなされているが、進んでいない。

## 用途

### 組織固定用
ホルマリンは強力な架橋反応を起こして細胞を殺すため、生体にとっては有害であり、組織の形状のみを維持するために用いられる。医学、生物学において、ホルマリン原液を3〜5%に希釈したものは、生物個体あるいは組織片の標本作製のための防腐、固定処理に広く用いられている。これはホルマリンに含まれるホルムアルデヒドが、組織の細胞内外に浸透し、分子中のアルデヒド基が主に組織中の蛋白質のアミノ基に結合し、さらに架橋することで、蛋白質の立体構造を損なわせ、酵素活性、輸送、分泌などの様々な生物活性を働かなくさせる作用のためであると考えられている。このような作用が起きれば細胞は生存できなくなり、完全に死滅するが、それ以上の蛋白質の変性の進行、腐敗などをはじめとする死後変化は起きなくなる。あるいは、死後ホルマリンに漬けられたのであれば、その時点で死後変化は停止する。生体の機能面で見た場合には、架橋反応によりタンパク質の分子が変性した後に固定されるため、機能は完全に廃絶する。
生物の個体や組織片をホルマリンに漬けると、生物の体は多くの場合、浸漬時間とともに非常に硬くなり、また架橋反応の進行に伴い、最大で十数%収縮する。一方、主な作用が蛋白質分子の架橋反応なので、脂肪などの他の物質にはホルマリンによる固定作用は働かず、流れ出してしまう。また、ホルムアルデヒドは水溶液中で徐々に酸化してギ酸を生じるので、石灰質の硬組織を持つ脊椎動物や甲殻類の内骨格や外骨格の燐灰石や炭酸カルシウムの結晶を侵食し、損なう。そのため、こうした硬組織を持つ生物の標本作成に際しては、ホルマリン原液に炭酸水素ナトリウム（重曹）、ヘキサメチレンテトラミン（ヘキサミン）などを溶解させ、ギ酸の中和を図る、あるいは固定後に標本を水洗してアルコール（エタノール）液浸に切り替えるのが通例である。
ホルマリン処理は、生物体の肉眼的な保持のほかに、顕微鏡観察を行う標本作製の準備段階としても行われる。また、生物体を長期間保存して、後でDNAを抽出したい場合にも、冷凍庫が利用できない場合にはホルマリン浸漬が用いられることもあるが、DNA分子の塩基部分のアミノ基とも結合し、架橋反応を引き起こすのであまり好ましくない。そのため、分類学の分野で形態記載の全身標本とDNA抽出用の標本を1個体で両立させるため、全身をホルマリン固定で保存するに先立ち筋肉片など一部の組織片を生の状態で取り出し、こちらは無水エタノールやアセトンに浸漬して組標本として保存することがよく行われる。
また、例外的な使用目的ではあるが、バングラデシュではホルマリンの腐敗防止機能に着目して、野菜や果物などの鮮度保持剤として使用される。当然、人体には有害である。

### 消毒用
病院などで使用する器具等の消毒にも使用されるほか、養蚕の蚕室、畜産の飼養施設でも、ホルマリンの希釈液を噴霧して消毒が行われる。水産業の養殖の現場では、寄生虫の駆除を目的に生け簀の上からホルマリン原液を投入する乱暴な散布方法で使用されている（水産庁や厚生労働省では中止するよう通達を出している）。

### 廃棄時の無毒化法
毒劇法により劇物に指定されており、そのままでは廃棄できない。毒劇法に指定されているのは、ホルムアルデヒド含有量が1%以上のものであるため、かつては1%未満になるように水で希釈して廃棄することが行われていたが、環境への配慮のため、1975年、厚生省（当時）の通達で、特定の処理法を用いて無毒化することが義務付けられた。酸化法（化学反応により無毒化する）、焼却法（焼却炉で燃焼）、活性汚泥法（微生物による分解）などがある。自らでこれを行うか、処理業者に依頼する。
酸化法は比較的少量のホルマリンを処理するのに、最も手軽な方法である。
- 水でホルマリンを希釈した後、次亜塩素酸を含む水溶液（次亜塩素酸ナトリウムなど）を加えて酸化分解させ、廃棄する方法。
- 水酸化ナトリウム水溶液などでホルマリンのpHをアルカリ性にし、過酸化水素水を加えて酸化分解し、水で希釈した後、廃棄する方法。

また、これらとは別の方法で、水酸化カルシウム（消石灰）をホルマリンに加えてしばらく放置する方法もよく行われる。水酸化カルシウムを加えると、ホルムアルデヒドがホルモース反応を起こし、縮合して糖に変化するので、これを廃棄する。この反応はアルカリ性で進行するので、あらかじめホルマリンに水酸化ナトリウム水溶液などを加えて、溶液のpHをアルカリ性にしておく。